# Śluz zwierzęcy

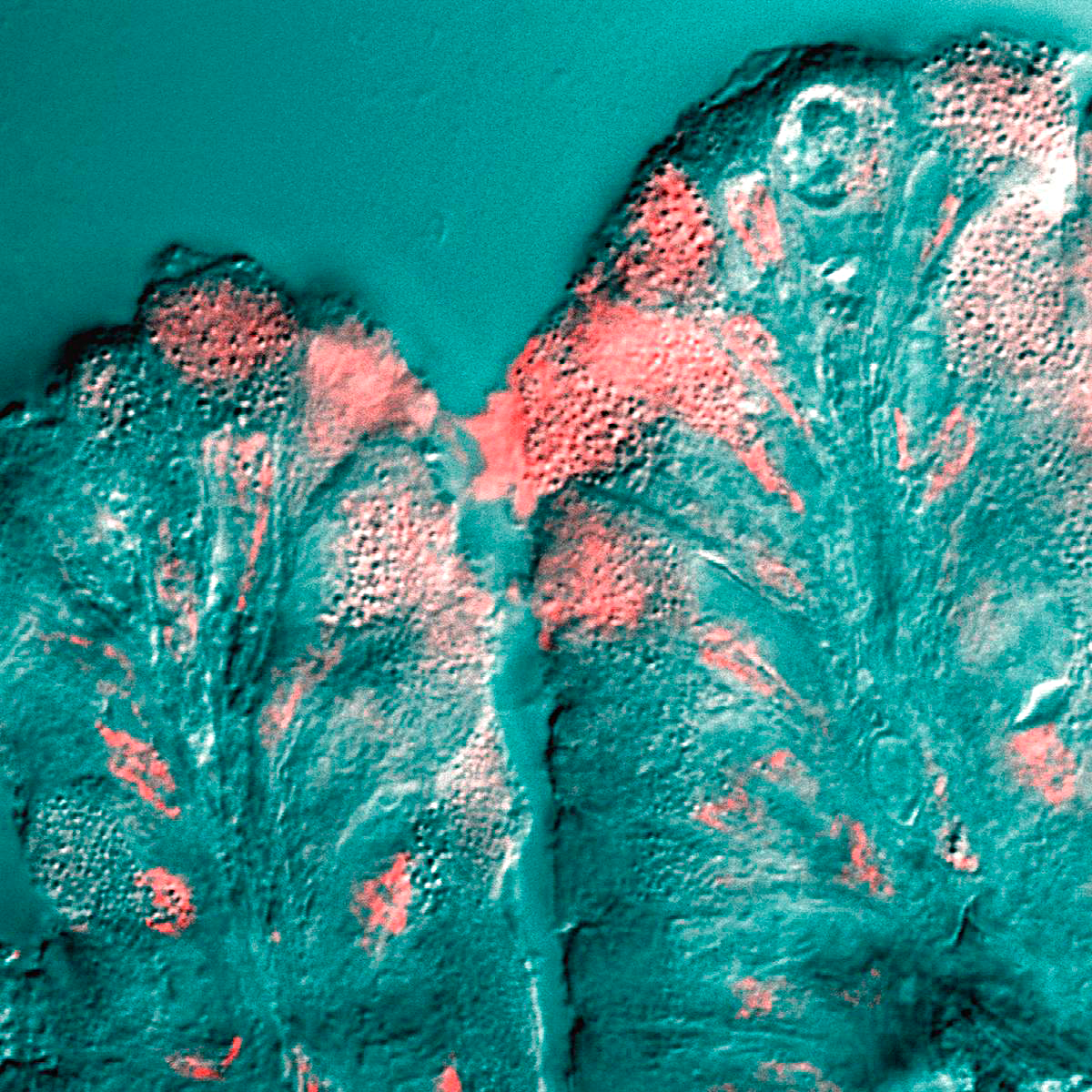
Komórki śluzowe ścian żołądka produkujące śluz (różowy)

Śluz zwierzęcy (łac. mucus) – bezbarwna, ciągliwa i lepka substancja wytwarzana przez jedno- lub wielokomórkowe gruczoły śluzowe zwierząt (w tym człowieka) występujące w błonie śluzowej. Składa się z wody, mucyn, soli nieorganicznych, złuszczonych komórek i leukocytów. Chroni błony śluzowe organów wewnętrznych, a u wirków, dżdżownic, ślimaków, ryb i płazów – również powierzchni ciała – przed czynnikami mechanicznymi, chemicznymi i termicznymi. Obecność leukocytów umożliwia ochronę przed patogenami.
Śluz pokrywający ciało bezkręgowców i płazów chroni je przed wysychaniem, ułatwia oddychanie powierzchnią ciała oraz poruszanie się. U ryb (w tym śluzic) zmniejsza tarcie powierzchni ciała w wodzie, ułatwiając pływanie. Śluz wydzielany do światła narządów zwierząt kręgowych pokrywa błony śluzowe układu oddechowego, pokarmowego, wydalniczego i dróg rodnych, chroniąc je i ułatwiając transport składników.